# Opposites Attract
"Opposites Attract" là một bài hát của nghệ sĩ thu âm người Mỹ Paula Abdul với sự tham gia góp giọng của bộ đôi Bruce DeShazer and Marv Gunn, hay được biết đến là The Wild Pair cho album phòng thu đầu tay của Abdul, Forever Your Girl (1989). Nó được phát hành bởi Virgin Records như là đĩa đơn thứ sáu và cũng là cuối cùng trích từ album vào ngày 28 tháng 11 năm 1989. Bài hát là sự kết hợp giữa nhiều thể loại nhạc như dance-pop, hip hop và new jack swing, với nội dung đề cập đến một cặp đôi yêu nhau mặc dù có nhiều điểm khác biệt trong cuộc sống.
"Opposites Attract" nhận được những phản ứng đa phần là tích cực từ các nhà phê bình âm nhạc, và trở thành đĩa đơn quán quân thứ tư của Abdul trên bảng xếp hạng Billboard Hot 100, trụ vững ở ngôi vị này trong ba tuần liên tiếp. Với thành tích này, cô đã trở thành nghệ sĩ thứ tư trong lịch sử sở hữu một album với bốn đĩa đơn đạt vị trí số một, và nắm giữ kỷ lục là nữ nghệ sĩ đầu tiên đạt được thành tích này với album đầu tay. Trên thị trường quốc tế, nó cũng gặt hái nhiều thành công tương tự, đạt vị trí quán quân ở Úc và Canada, và lọt vào top 10 ở Ireland, Hà Lan, New Zealand, Na Uy và Vương quốc Anh, nơi nó trở thành bài hát có thứ hạng cao nhất của Abdul tại đây.
Video ca nhạc của "Opposites Attract" được đạo diễn bởi Candace Reckinger và Michael Patterson, trong đó Abdul nhảy múa với nhân vật hoạt hình MC Skat Kat, được lồng tiếng bởi The Wild Pair, Bruce DeShazer và Marv Gunn. Nó còn bao gồm đoạn rap giới thiệu của Romany Malco. Nhân vật MC Skat Kat được thực hiện bởi các thành viên của nhóm hoạt hình Disney, dưới sự chỉ đạo của Chris Bailey, với ý tưởng xuất phát từ bộ phim Anchors Aweigh của Gene Kelly, trong đó Kelly nhảy múa với Chuột Jerry từ loạt phim hoạt hình Tom và Jerry. Sau khi phát hành, nó đã nhận được sáu đề cử tại Giải Video âm nhạc của MTV năm 1990 cũng như giành một giải Grammy cho Video hình thái ngắn xuất sắc nhất năm 1991. Thành công đột phá của video cũng giúp MC Skat Kat trở thành một hiện tượng và thậm chí phát hành album phòng thu riêng.

## Danh sách bài hát
Đĩa 12" tại Mỹ và châu Âu / Đĩa CD tại Đức
- A1. "Opposites Attract" (Street Mix) - 4:28
- A2. "Opposites Attract" (12" Mix) – 5:40
- A3. "Opposites Attract" (bản Dub) – 6:25
- B1. "Opposites Attract" (Magnetic Mix) – 4:53
- B2. "Opposites Attract" (Club Mix) – 6:01
- B3. "Opposites Attract" (Party Dub) – 3:09

Đĩa 7" tại Mỹ và châu Âu
- A. "Opposites Attract" (bản 7") – 3:46
- B. "One or the Other" (bản LP) – 4:08

## Xếp hạng
| Bảng xếp hạng (1989-90)                  | Vị trí cao nhất |
| ---------------------------------------- | --------------- |
| Úc (ARIA)                                | 1               |
| Áo (Ö3 Austria Top 40)                   | 18              |
| Bỉ (Ultratop 50 Flanders)                | 4               |
| Canada (The Record)                      | 1               |
| Canada (RPM)                             | 1               |
| Canada Dance (RPM)                       | 1               |
| Châu Âu (European Hot 100 Singles)       | 5               |
| Pháp (SNEP)                              | 23              |
| Đức (Official German Charts)             | 14              |
| Ireland (IRMA)                           | 8               |
| Hà Lan (Dutch Top 40)                    | 4               |
| Hà Lan (Single Top 100)                  | 4               |
| New Zealand (Recorded Music NZ)          | 6               |
| Na Uy (VG-lista)                         | 6               |
| Thụy Điển (Sverigetopplistan)            | 11              |
| Thụy Sĩ (Schweizer Hitparade)            | 19              |
| Anh Quốc (OCC)                           | 2               |
| Hoa Kỳ Billboard Hot 100                 | 1               |
| Hoa Kỳ Dance Club Songs (Billboard)      | 24              |
| Hoa Kỳ Hot R&B/Hip-Hop Songs (Billboard) | 3               |

| Bảng xếp hạng (1995)                 | Vị trí |
| ------------------------------------ | ------ |
| Australia (ARIA)                     | 6      |
| Belgium (Ultratop 50 Flanders)       | 29     |
| Canada Top Singles (RPM)             | 13     |
| Canada Dance (RPM)                   | 22     |
| Germany (Official German Charts)     | 83     |
| Netherlands (Dutch Top 40)           | 44     |
| Netherlands (Single Top 100)         | 44     |
| New Zealand (Recorded Music NZ)      | 40     |
| UK Singles (Official Charts Company) | 25     |
| US Billboard Hot 100                 | 14     |
| US Hot R&B/Hip-Hop Songs (Billboard) | 40     |

## Chứng nhận
| Quốc gia                                                                           | Chứng nhận | Số đơn vị/doanh số chứng nhận |
| ---------------------------------------------------------------------------------- | ---------- | ----------------------------- |
| Úc (ARIA)                                                                          | Bạch kim   | 70.000^                       |
| Canada (Music Canada)                                                              | Vàng       | 0^                            |
| Hoa Kỳ (RIAA)                                                                      | Vàng       | 500,000^                      |
| * Chứng nhận dựa theo doanh số tiêu thụ. ^ Chứng nhận dựa theo doanh số nhập hàng. |            |                               |